# Isole Tremiti
Isole Tremiti är en ort och kommun i provinsen Foggia i regionen Apulien i Italien med 490 invånare (2017). Kommunen omfattar ögruppen Isole Tremiti med öarna Isola di San Nicola, Isola di San Domino, Isola Capraia, Cretaccio, och Isola Pianosa.